# Spermacoce inconspicua
Spermacoce inconspicua är en måreväxtart som beskrevs av Friedrich Gottlieb Bartling och Dc.. Spermacoce inconspicua ingår i släktet Spermacoce och familjen måreväxter.
Artens utbredningsområde är Peru. Inga underarter finns listade i Catalogue of Life.